# Hatpate
Hatpate (en népalais : हत्पते) est un comité de développement villageois du Népal situé dans le district de Sindhuli. Au recensement de 2011, il comptait 8 106 habitants.